# Nemunėlis
De Nemunėlis (in Litouwen) of Mēmele (in Letland) is een 191 km lange rivier, die ontspringt uit het Lušna-meer bij Rokiškis in Litouwen. Over 76 km vormt zij de grens met Letland. Bij Bauska in Letland vloeit zij samen met de Mūša. Samen gaan zij verder als de Lielupe (letterlijk Grote Rivier).
In haar middenloop stroomt zij door een breed, maar diep dal. Elders stroomt zij door vlak gebied. Vanaf Panemunis is zij bevaarbaar.